# Homalocephale
Homalocephale ist eine Gattung der Vogelbeckensaurier (Ornithischia) aus der Gruppe der Pachycephalosauria. Er gehörte zu den flachköpfigen Vertretern dieser Gruppe, gleichzeitig zählt er zu den am vollständigsten erhaltenen Pachycephalosauriern. Einzige beschriebene Art ist H. calathocercos.

## Merkmale
Homalocephale erreichte eine Länge von rund 3 Metern und zählt damit zu den mittelgroßen Pachycephalosauriern. Wie alle Vertreter dieser Gruppe wies dieser Dinosaurier ein auffallend verdicktes Schädeldach auf, das aus dem Stirnbein (Frontale) und dem Scheitelbein (Parietale) gebildet wurde. Er zählt dabei zu den flachköpfigen Vertretern dieser Gruppe, bei denen das Schädeldach nicht aufgewölbt, die Schädelnähte sichtbar und das obere Schädelfenster der Schläfenregion gut entwickelt war. Zu Vermutungen über die Funktion dieses Schädeldaches siehe Funktion des Schädeldachs bei den Pachycephalosauria. Daneben waren an den seitlichen und hinteren Teilen des Schädels kleine knöcherne Höcker vorhanden. Die erhaltenen Zähne des Oberkiefers waren klein und trugen dreieckige Kronen. Wie alle Pachycephalosaurier dürfte sich Homalocephale vorwiegend pflanzlich ernährt haben, möglicherweise ergänzt durch Insekten.
Im Gegensatz zu den meisten anderen Pachycephalosauriern ist auch das Rumpfskelett gut erhalten. Der Rumpf war relativ stämmig, die Rückenwirbel waren durch ineinandergreifende Verbindungen verstärkt, die zum Kreuzbein verwachsenen Sakralwirbel wiesen lange Rippen (Sakralrippen) auf. Die vordersten Schwanzwirbel waren ebenfalls mit Rippen ausgestattet, die hinteren Schwanzwirbel waren durch Chevron-Knochen (V-förmige Fortsätze an der Unterseite) und verknöcherten Sehnen versteift. Das Becken war sehr breit gebaut; die Hinterbeine waren lang und lassen darauf schließen, dass sich dieser Dinosaurier vergleichsweise schnell fortbewegen konnte.

## Entdeckung und Benennung
Die fossilen Überreste von Homalocephale wurden in der mongolischen Provinz Ömnö-Gobi-Aimag entdeckt und 1974 erstbeschrieben, weitere Funde stammen aus der chinesischen Provinz Tibet. Der Gattungsname leitet sich von den griechischen Wörtern homalos (=„gleich“) und kephalē (=„Kopf“), einem häufigen Namensbestandteil von Pachycephalosauriern, ab. Typusart und einzig bekannte Art ist H. calathocercos. Die Funde werden in die Oberkreide (spätes Campanium oder frühes Maastrichtium) auf ein Alter von rund 76 bis 69 Millionen Jahre datiert.

## Systematik
Traditionell wurde Homalocephale innerhalb der Pachycephalosauria in die Homalocephalidae, die Gruppe der urtümlichen, flachköpfigen Vertreter eingegliedert, die nach diesem Dinosaurier benannt waren und die den kuppelköpfigen, höher entwickelten Pachycephalosauridae gegenüberstanden. Die „Homalocephalidae“ gelten heute allerdings als paraphyletisch, stellen also keine natürliche Verwandtschaftsgruppe dar, da sich die Pachycephalosauridae aus ihnen entwickelt haben. Eine kladistische Untersuchung von T. Maryańska et al. sieht Homalocephale als relativ urtümlichen Vertreter der Pachycephalosauria. Mit der Entdeckung von Dracorex, einem flachköpfigen, aber hoch entwickelten Pachycephalosaurier, ist die innere Systematik allerdings ins Wanken geraten. Laut R. Sullivan ist es auch denkbar, dass die Entwicklung von kuppelköpfigen zu flachköpfigen Tieren verlief, der flache Schädel also das abgeleitete Merkmal ist.